# الن استس
الن استس (انگلیسی: Ellen Estes؛ زادهٔ ۱۳ اکتبر ۱۹۷۸) از برندگان مدال‌های بازی‌های المپیک تابستانی و بازیکن واترپلو اهل ایالات متحده آمریکا است.